# Йохан Херман Лесток
Граф Иван Иванович Лесток (на френски: Jean Armand de L’Estocq; на немски: Johann Hermann Lestocq) е лекар-хирург от френско-немски произход.

## Биография
Роден е на 9 май 1692 г. в Люнебург, Долна Саксония и произхожда от старинния френски дворянски род Шампани, принуден да се изсели от Франция в Германия. Лесток е първият в Русия придворен лейб-медик, действителен таен съветник (1741), главен директор на Медицинската канцелария на руската императрица и на целия Медицински факултет.
В края на 1730-те и началото на 1740-те години е доверено лице на императрица Елисавета Петровна, организатор на дворцов преврат на 25 ноември 1741 година. Агент е на френското дипломатическо влияние. От 1743 г. притежава титлата „граф“. През 1745 г. губи политическото си влияние, а от 1748 г. е в немилост. Реабилитиран е в 1762 г. от император Петър III. Умира на 12 юни 1767 година в Санкт-Петербург.
Съпруги
- Барбара фон Рутенхелм.
- Алида Мюлер (починала ноември 1743 г.).
- от 22 ноември 1747 г. – Мария Аврора фон Менгден (род. 1720 г.), сестра на Юлия Менгден, фаворитки на Анна Леополдовна.

## Памет
В топонимиката на Санкт Петербург Лесток е увековечен с името на Лештуковия мост. Съществувала е и малка улица (рус. – „переулок“) Лештуков.
Образът на Лесток е развит във филма „Гардемарини, напред!“, неговата роля се изпълнява от ленинградския актьор Владислав Стржелчик.